# César Pain
César Pain (né à Pontarlier le 29 avril 1872 et décédé à Nancy le 1er septembre 1946) est un architecte français, représentant de l’Art nouveau, membre de l’École de Nancy. Il a notamment construit dix-sept maisons rue Félix-Faure à Nancy, dont douze entre 1909 et 1912.

## Biographie
Né en 1872 à Pontarlier, ce fils de géomètre semble avoir œuvré à Nancy sur une assez courte période débutant en 1902. Cependant aucun travail, aucune construction n'est recensé après 1925. Cette cessation d'activité reste encore inexpliquée. De même les débuts de sa carrière, qui se déroulent d'une part à Moscou d'autre part à Nogent-sur-Marne, ne sont pas mieux connus.
S'il n'a pas obtenu le diplôme d'architecte, il n'est pas pour autant sans savoir faire. Son activité première est le commerce, sous la profession de promoteur-métreur. C'est dans le cadre de lotisseur que son activité a valu la rue Félix-Faure qu'il a bâti presque seul. Sur de nombreuses demandes de permis de construire, il s'est déclaré comme étant propriétaire.
Par ailleurs, son savoir faire décoratif s'alimente des maisons de la banlieue parisienne (souvenir de Nogent-sur-Marne ou interprétation du style balnéaire), dont il transcrit nombre de formules de maçonnerie de meulières aux motifs des charpentes et des toitures.

## Réalisations

### À Nancy

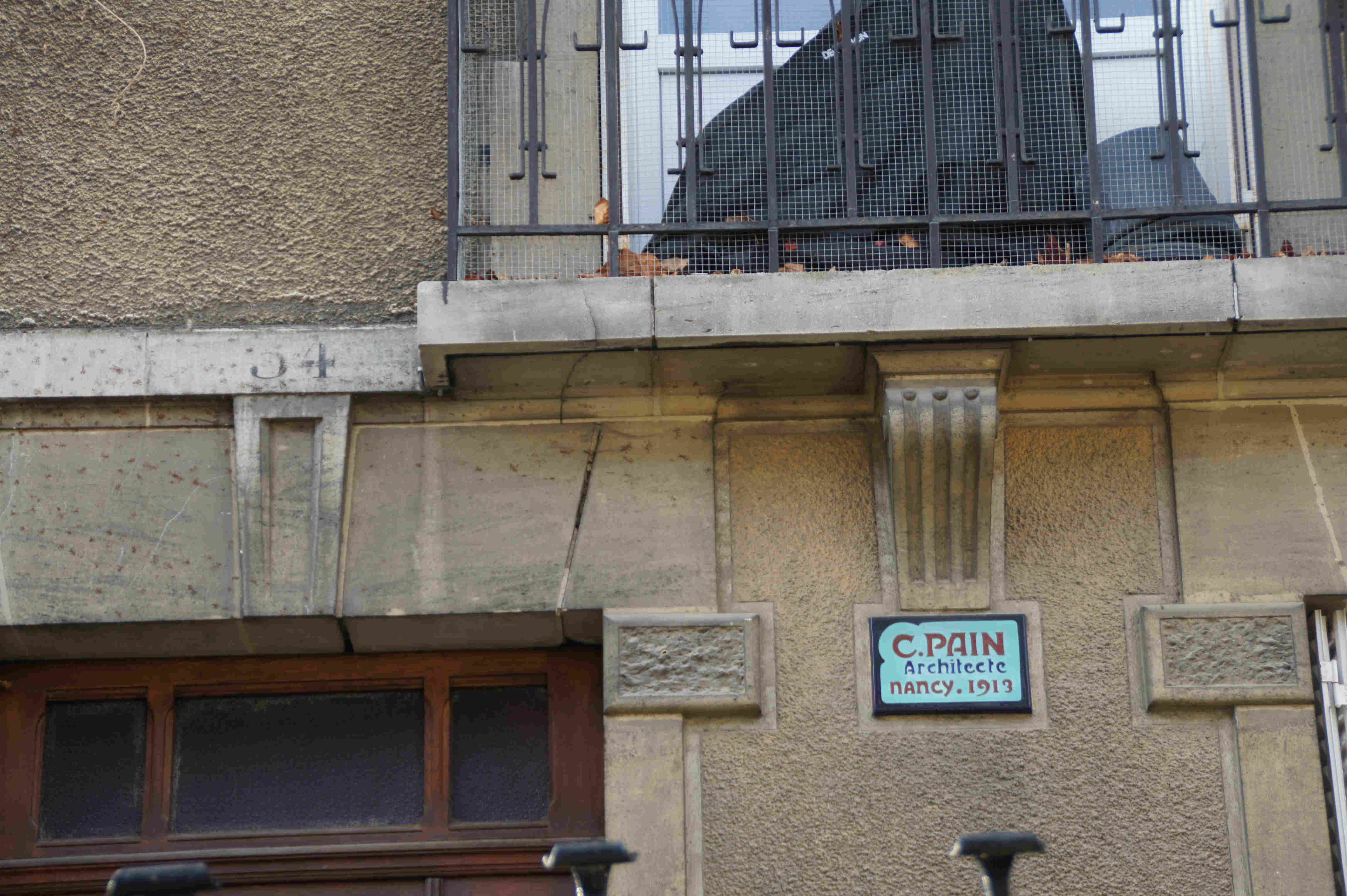
Rue maréchal Gérard.

Parmi les réalisations de César Pain à Nancy, on trouve
- 18, rue Eugène Hugo (1904)
- 290 avenue de la Libération (1905)
- 25 rue Lazarre Carnot (1906)
- 4, rue Canrobert (1907)
- 123 avenue du Général Leclerc (1907)
- 4, rue Messier (1910)
- 13, rue Marsal (1910)
- maisons rue Félix-Faure construites entre 1903 et 1913
  - n° 4,7,8,10,12,13,16,20,22,24,26,28,30,31,37,39,41,52,54,56,58,60,61,62,63,64,65
- quartier Saurupt
  - plusieurs maisons rue du Maréchal Oudinot
  - plusieurs maisons rue du Maréchal Gérard
  - plusieurs maisons rue des Brice

### En Meurthe-et-Moselle
- La mairie école de Joudreville
- L'ensemble du village de Lanfroicourt, dans le cadre de la reconstruction d'après guerre.

En ile de France
- Maison 23 rue Arago, 93500 Pantin en 1922 (https://archives-patrimoine.pantin.fr/ark:/59512/0chqdb867n2l )